# Miszaki póni
A Miszaki póni (御崎马/岬马; Hepburn: Misaki-uma) Miszaki-uma egy kritikusan veszélyeztetett japán póni lófajta. A nyolc japán őshonos lófajta egyike (Miszaki, Hokkaidó Tokara, Noma, Kiszo Mijako, Taishū, Jonaguni). Természetes környezetben vadon él Kjúsú szigetén, a Mijazaki prefektúra déli végén fekvő Kusima település közigazgatási területén, a Toi-foknál (más néven Toimisaki) kijelölt nemzeti parkban. 1953-ban Japán nemzeti természeti kincsévé nyilvánították.

## Története
A japán lovak feltehetően az ázsiai szárazföld különböző részeiről különböző időpontokban behozott állományból származnak; az első ilyen behozatalra legkésőbb a hatodik században került sor. Időszámításunk előtt, körülbelül 2000 évvel ezelőtt jött át Kínából a mai Miszaki póni őse. A lovakat a mezőgazdaságban használták teherhordó állatként. A lőfegyverek megjelenéséig, a 16. század végéig a lovakat nagymértékben használták a hadviselésben. A lovak nem voltak nagyok: a Kamakura-korszakból (1185-1333) származó csataterekről mintegy 130 ló maradványait tárták fel; ezek marmagassága 110 és 140 cm között mozgott.
A fajtát először 1697-ben azonosították a történelmi feljegyzésekben, amikor a Takanabe nemzetség Akizuki családja összeterelte az elvadult lovakat, és tenyészállományt hozott létre.
A Miszakit és a területet, ahol él, a Toi-fokot, 1953-ban természeti emlékké nyilvánították. A lovak a turisták kedvelt látványosságai a térségben.
A FAO 2007-ben a Miszakit a "kritikusan fenntartott" kategóriába sorolta.  A populáció megközelítőleg 120 egyedet számlál, ami az 1973-ban regisztrált 53 fős legalacsonyabb értékhez képest emelkedett.
A japán és mongol lófajták genetikai vizsgálata 2003-ban megállapította, hogy a Miszaki a Noma, Tokara és jonaguni fajtákkal áll a legközelebbi rokonságban.

## Jellemzői
Mivel szabadon tartózkodik, jól tűri a hideget és az időjárás viszontagságait. Marmagassága 135 és 140 cm között van, testfelépítése viszonylag arányos. Súlyos fej, széles nyak, rövid, zömök test jellemzi. Hátsó lábai kissé hosszabbak az elülsőknél. Végtagjai erősek, ízületei, inai szárazak. Színe fekete, pej, gesztenyebarna, sörénye erős, dús, a fejen és a lábakon gyakran apró fehér jegyek találhatók.

## Hasznosítása
Gazdasági munkákhoz használták, jelenleg védett az állománya.

## Fordítás
- Ez a szócikk részben vagy egészben  a   Misaki című angol Wikipédia-szócikk ezen változatának fordításán alapul.  Az eredeti cikk szerkesztőit annak laptörténete sorolja fel. Ez a jelzés csupán a megfogalmazás eredetét és a szerzői jogokat jelzi, nem szolgál a cikkben szereplő információk forrásmegjelöléseként.